# Theodwin
Theodwin (data urodzenia nieznana, zm. 1151) – niemiecki benedyktyn i kardynał.

## Życiorys
Pochodził prawdopodobnie ze Szwabii. W młodości wstąpił do zakonu benedyktynów i był mnichem kolejno w kilku klasztorach na terenie Alzacji i Lotaryngii. W 1126 został opatem klasztoru Gorze; urząd ten piastował do 1133, kiedy papież Innocenty II mianował go kardynałem biskupem Santa Rufina. Podpisywał bulle papieskie między 7 czerwca 1135 a 15 czerwca 1150. Przez wiele lat działał jako legat papieski w Niemczech; w 1138 roku odegrał dużą rolę przy wyborze na króla Niemiec Konrada III Hohenstaufa, którego następnie koronował w dniu 13 marca 1138 w Akwizgranie. Był także legatem papieskim przy wojskach II krucjaty. Po jej klęsce podjął starania o doprowadzenie do sojuszu niemiecko-sycylijskiego przeciwko Bizancjum, jednak działania te nie zyskały aprobaty papieża Eugeniusza III.